# 里利 (伊利諾伊州)
里利（英語：Riley）是位於美國伊利諾伊州麥克亨利縣的一個非建制地區。該地的面積和人口皆未知。

## 地理
里利的座標為42°11′27″N 88°37′57″W / 42.19083°N 88.63250°W，而該地的平均海拔高度為246米（即807英尺）。